# Szapinuva
Szapinuva (az ékírásban Šapinuwa) az i. e. 2. évezred jelentős hettita települése, rövid időre, I. Tudhalijasz alatt uralkodói rezidencia is volt. A mai Ortaköy település (nem azonos az Isztambul városrészeként ismert Ortaköy-jel!) melletti lapos, teraszos fennsíkon található. 1990-ben az ankarai egyetem török régészei tárták fel. Már az ásatás előtt biztosak voltak abban, hogy jelentős igazgatási központot találtak, mivel stratégiailag is fontos helyen fekszik. A mai Törökország Çorum megyéjének székhelyétől, Çorumtól 57 km-re helyezkedik el, a két síkságot (Amasya és Alaca) összekötő folyosón, a Hattuszaszhoz északkeletről vezető kereskedelmi út mentén. A várost valószínűleg a hattik alapították egy jól védhető helyen, ahonnan az északkeletről Hattuszaszba tartó utak ellenőrizhetők. Ez magyarázza azt, hogy a kaszka támadások során védelmére különös figyelmet fordítottak, sőt Tudhalijasz oda is költözött. Az i. e. 14. században azonban leégett, a politikai elit Szamuhába távozott, és Szapinuvát nem építették többé újra. Egy időszakban Tarhuntasz istent rendszeresen Szapinuva ura jelzővel látták el (DU URUŠapinuwa).
Szapinuva földrajzi helyzete az ortaköyi feltárások előtt ismeretlen volt, és ezt a pozíciót senki sem tételezte fel. Egyes feliratok alapján a város hurri ellenőrzés alatt állt, fontos vallási központjuk volt. Ezért Hattuszasztól délkeletre, Észak-Szíriában lokalizálták. Ehelyett azonban Hattuszasztól kelet-északkelete találták meg, ahol hurri befolyásra a legkevésbé sem számítottak. E jelentős hurri hatás Volkert Haast arra a feltevésre vezette, hogy a kaszka támadásokban elpusztított Hattuszasz helyére is Szapinuva állt egy rövid időre, és innen eredeztethető az a jelentős hurri kulturális hatás, ami I. Tudhalijasztól kezdve egyre erősebben jelenik meg a hettita kultúrában.
A bronzkori hettita város ásatásai jelentős eredményeket mutatnak fel, több mint 4000 darab ékírásos tábla és táblatöredék, valamint egy raktárban rengeteg cserépedény került elő. A hattuszaszi Yazilikayában látható Tudhalijasz-szoborhoz hasonló orthosztátot is találtak. A táblák igazolták azt, hogy a városban nem hettiták, hanem hattik, hurrik és asszírok éltek. A szapinuvai táblák jelentősen hozzájárultak a hettita szókincs és a luvi hieroglif írás további megismeréséhez. A feltárások előtt a çorumi múzeumhoz került töredékeket publikálták még 1998-ban, ezen kívül azonban a 4000 táblából csak alig néhány került kiadásra, ezért a szövegek tartalma még nem ismert a nagyközönség előtt. Mintegy 1500 hettita nyelvű, 600 hurri nyelvű és körülbelül 2000 vegyes, akkád és kétnyelvű dokumentum került elő.
A szövegek nemcsak a királytól érkező leiratokat vagy a hivatalnokok egymás közti levelezését tartalmazzák, hanem a királynak írt leveleket is, ezért már az ásatások korai szakaszában feltették, hogy uralkodói székhely is lehetett. Az eddigi adatok szerint az uralkodó neve nem szerepel a táblákon, csak a DUTUši cím (Én, a Nap, itt Felség értelemben), ezért egyelőre csak a tapikkai levéltár egyidejűségéből lehet következtetéseket levonni. Mindkettő középhettita ékírásos levelezést tartalmaz.